# Ассоциация воинствующего духовенства
Ассоциация воинствующего духовенства (перс. جامعۀ روحانیت مبارز‎) — традиционалистская консервативная клерикальная политическая организация в Иране, не являющаяся политической партией в традиционном смысле, однако активно участвующая в выборах. Таким образом, она может считаться элитарной партией и, соответственно может быть классифицирована как политическая партия в соответствии с определением политолога Анджело Панебьянко. Была партией большинства в иранском парламенте четвертого и пятого созывов после исламской революции. На выборах 2016 года Ассоциация воинствующего духовенства смогла получить 66 из 88 мест (75 %) в Совете экспертов 5-го созыва. 
Организация имеет большое влияние на неизбираемые институты, такие как судебная система, Совет стражей конституции и Корпус Стражей Исламской революции.

## История
После того, как в 1963 году провалились выступления против шаха Мохаммеда Реза Пехлеви, возникла необходимость в лучшей согласованности действий религиозной оппозиции шахскому режиму. Ассоциация воинствующего духовенства была основана в 1977 году группой священнослужителей с намерением использовать исламскую культуру и традиции, чтобы свергнуть шаха. Хотя точно члены-основатели не известны, среди них, как говорят, были Али Хаменеи, Муртаза Мутаххари, Мохаммад Бехешти, Мухаммед Джавад Бахонар, Акбар Хашеми Рафсанджани, Фазлолла Махаллати и Мухаммед Мофаттех.
Ассоциация воинствующего духовенства была одной из немногих активных республиканских групп во время Ирано-иракской войны. «Свободная политическая атмосфера» не была обеспечена в Иране из-за особых условий военного времени, и Ассоциация воинствующего духовенства стала единственной активной политической организацией после роспуска в 1987 году Исламской республиканской партии (при этом все священнослужители-члены партии были членами Ассоциация, но не все члены Ассоциация входили партию). В связи с усилением разногласий между фракциями в правительстве Мир-Хосейна Мусави, организация раскололась и была создана реформистски настроенная Ассоциация боевого духовенства.
Последние годы Ассоциация воинствующего духовенства страдает от неразрешённого конфликта в иранской элите. Хасан Рухани, президент Ирана с 2013 года, является членом ассоциации, хотя и неактивен и не участвовал в регулярных собраниях после спорной победы консерватора Махмуда Ахмадинежада на президентских выборах 2009 года, также как Али Акбар Натек-Нури и Акбар Хашеми Рафсанджани. Однако на выборах в Совет экспертов 2016 года ассоциация поддержала Рафсанджани и Рухани, включив обоих в свой список, несмотря на поддержку президентских выборах 2017 года соперника Рухани Ибрагима Раиси.

## Цели и действия
При создании ассоциация объединила антишахски настроенных священнослужителей и торговцев-базари. После свержения шахского режима главной целью Ассоциации воинствующего духовенства стало защита революции и её достижений. Идеология организации во многом базируется на политико-правовая доктрина шиитов-двунадесятников Вилаят аль-факих, которая лежит в основе политического строя Ирана. Ассоциация не признаёт себя политической партией и, следовательно, не имеет никакой официальной стратегии или политики, в основном объявляя о своих политических взглядах во время выборов.
Члены ассоциации занимали важные посты в различных правительствах Ирана. К 2004 году четыре из восьми президентов страны были членами этой ассоциации. Кроме того, один из членов ассоциации, аятолла Мухаммед Йезди, в течение двух пятилетних периодов, с 1989 по 1999 год, был Главой судебной власти Ирана.

### Внешняя политика
Ассоциация выступает за установление дипломатических отношений со всеми странами мира, кроме США и Израиля. Ассоциация полагает, что между системами ценностей Ирана и западных обществ существуют существенные различия.

## Результаты выборов
Ниже приведены результаты выборов в Совет экспертов.
| Выборы | Места    | +/− | Прим.  |
| ------ | -------- | --- | ------ |
| 1998   | 69 из 86 | n/a | [ 12 ] |
| 2006   | 69 из 86 | ▬   | [ 13 ] |
| 2016   | 66 из 86 | ▼ 3 | [ 14 ] |

## Руководство
Ниже приведён список генеральных секретарей Ассоциации воинствующего духовенства:
- 1977—31 октября 1981 — Фазлолла Махаллати;
- 1 ноября 1981—21 октября 2014 — Мохаммад-Реза Махдави Кани;
- 1996 (временно) — Мухаммед Эмами-Кашани[англ.];
- 2 декабря 2014—30 мая 2018 — Али Мовахеди-Кермани[англ.];
- 30 мая 2018—н. в. — Мостафа Пурмохаммади